# Rourkela
Rourkela es una ciudad industrial ubicada en el estado de Odisha, India. Una de las plantas más grandes de acero de la India está situada aquí. Está rodeada por una gama de colinas y ríos. La ciudad se sitúa en una área que contine el depósito más rico de mineral en Odisha. Su población es de 320040 habitantes (2011) y el área metropolitana tiene 552239 habitantes.
La ciudad es conocida como el famoso Ruhr de Alemania, con cuya colaboración técnica la planta de acero de Rourkela instaló su sistema en los años de 1950.
Rourkela tiene uno de los Institutos Nacionales de Tecnología de la India.
Rourkela también actúa como punto receptor para el turismo en Orissa. La ciudad del acero está dividida principalmente en dos secciones: el Viejos Rourkela (que son las secciones de la ciudad cerca de la estación de ferrocarril) y el municipio del acero, mucho más grande. El municipio de acero hasta 1999, fue dividido en 17 Sectores. El sector 6 era el más grande de ellos. 
El Estadio Ispat está localizado en el Sector 6. Rourkela tiene dos parques de reconstrucción: el Parque de Indira Gandhi delante de la loma Gayatri Mandir, y uno más pequeño llamado Parque del Jubilado que linda con el Sector 8.